# Wapen van Geesteren

Het wapen van Geesteren in de Achterhoek toont een wapenafbeelding afkomstig van een steen uit het huis Mensing, welke in gebruik werd genomen als wapen van de voormalige Gelderse gemeente Geesteren. Het wapen is nooit in gebruik geweest, tijdens de procedure van wapenverlening werd de gemeente opgeheven en samengevoegd met Borculo. De omschrijving luidt als volgt:
"Van blaauw, waarop een zespuntige ster verzeld van onderen van een liggende halve maan, beide van goud."

## Geschiedenis
Na de revolutie werd de heerlijkheid Borculo opgedeeld in enkele municipaliteiten; Geesteren, Neede, Eibergen en Beltrum. Door de staatsregeling van 1798 werden dit gemeenten. Ook gedurende de Franse tijd bleven deze gebieden zelfstandige bestuursgebieden. In 1816 informeerde de Hoge Raad van Adel naar vroegere wapens van deze gemeenten. Burgemeester F.W. Lambergh antwoordde dat de gemeente Geesteren slechts een lakstempel in gebruik had met de tekst: "Gemeente Geesteren". Na lang zoeken had hij een afbeelding gevonden in een steen afkomstig van het huis Mensing. Daarop was een aan liggende wassenaar en een overtoppende ster afgebeeld. Als kleuren stelde hij voor een gouden ster en maan, op een zilveren veld. De Hoge Raad van adel kon niet instemmen met deze heraldische zonde, dat wil zeggen "metaal op metaal" is ongebruikelijk, waardoor men koos voor de kleur blauw. Tijdens de wapenaanvrag werd volgens Koninklijk Besluit van 11 februari 1817 vastgesteld dat Borculo werd samengevoegd met de gemeente Geesteren tot een nieuwe gemeente Borculo, waarmee de gemeente Geesteren ophield met bestaan. Intussen werkte men bij de Hoge Raad van Adel de binnengekomen stukken af. Het besluit werd naar de nieuwe gemeente Borculo verzonden. Op 7 oktober 1818 werd aan Geesteren het wapen verleend. Het wapen heeft nooit dienstgedaan, behalve op een plattegrond die de gemeente Borculo in 1969 uitgaf van de gemeente, waarop beide wapens pronken. Het wapen van Borculo en Geesteren.
Aalst · 
Ammerzoden · 
Angerlo · 
Appeltern · 
Batenburg · 
Beesd · 
Beltrum · 
Bemmel · 
Bergharen · 
Bergh · 
Beusichem · 
Borculo · 
Brakel · 
Buurmalsen · 
Deil · 
Didam · 
Dinxperlo · 
Dodewaard ·
Doornspijk ·
Dreumel ·
Driel ·
Echteld ·
Eibergen ·
Elst ·
Est en Opijnen ·
Everdingen ·
Ewijk ·
Gameren ·
Geesteren · 
Geldermalsen · 
Gendringen · 
Gendt ·
Groenlo ·
Groesbeek ·  
Haaften ·
Hedel ·
's-Heerenberg ·
Heerewaarden ·
Hemmen ·
Hengelo ·
Herwen en Aerdt ·
Herwijnen ·
Heteren ·
Heukelum ·
Hoevelaken ·
Horssen ·
Huissen ·
Hummelo en Keppel ·
Hurwenen  ·
Kerkwijk ·
Keppel ·
Kesteren ·
Laren · 
Lichtenvoorde ·
Lienden ·
Lingewaal · 
Maurik ·
Millingen aan de Rijn ·
Nederhemert ·
Neede ·
Neerijnen ·
Netterden ·
Niftrik ·
Nijbroek ·
Ophemert ·
Overasselt ·
Pannerden ·
Poederoijen · 
Renkum ·
Rijnwaarden ·
Rossum ·
Ruurlo ·
Steenderen ·
Terborg ·
Twello ·
Ubbergen ·
Valburg ·
Varik ·
Vorden ·
Vuren ·
Waardenburg ·
Wadenoijen ·
Wamel ·
Wehl ·   
Warnsveld ·
Wisch ·
Zeddam ·
Zelhem ·
Zoelen ·
Zuilichem 

Dorps-, heerlijkheids- en stadswapens: 

Acquoy 
· Baak 
· Barlham 
· Bredevoort 
· Doreweerd 
· Elden
· Enspijk 
· Gellicum 
· Groessen 
· Hakfort 
· Hellouw 
· IJzendoorn 
· Kell  
· Lede en Oudewaard 
· Lichtenberg 
· Loil 
· Maasbommel 
· Meijnerswijk 
· Meteren 
· Middagten 
· Rhenoy 
. Rumpt
· Tricht 
· Verwolde 
· Wildenborch